# Солёная (приток Волчьей)
Солёная (укр. Солона) — река на Украине, протекает в границах Покровского района Донецкой области и Межевского района Днепропетровской области. Правый приток реки Волчья (бассейн Днепра).

## Описание
Длина реки — 79 км, площадь водосборного бассейна — 946 км². Долина преимущественно трапециевидная, нечётко выраженная, шириной до 5 км. Пойма двухсторонняя, в нижнем течении заболоченная, шириной до 1,5 м. Русло в верховье шириной до 3-10 м, ниже — 20-30 м, на отдельных участках пересыхает. Уклон реки 1,3 м/км. Высота устья — 88 м над уровнем моря. В среднем и нижнем течении имеются меандры и старицы. Сооружено несколько прудов.

## Расположение
Соленая берёт начало в селе Михайловка Покровского района Донецкой области. Течёт сначала на северо-запад, в среднем течении — на запад, в нижнем — на юго-запад. Впадает в Волчью к юго-западу от села Филия Межевского района Днепропетровской области.
Основные притоки: Солёненькая и Большая Сазонова (правые).
На реке расположен город Селидово.
В «Повести временных лет» река упоминается как Салниця.